# موشيه زيلبرغ
موشيه زيلبرغ (بالعبرية: משה זילברג‏)(1900–1975) قانوني إسرائيلي رائد.
مُنح جائزة إسرائيل في القانون.في عام 1964 

## سيرة شخصية
ولد زيلبرغ في 16 سبتمبر 1900 بالقرب من كاوناس في ليتوانيا، التي كانت آنذاك جزءًا من الإمبراطورية الروسية. درس في مدارس دينية يهودية مختلفة، منها مدارس كليم ومير وسلابودكا ونوفاردوك، وأظهر نبوغا في الدراسة. في عام 1920 انتقل إلى فرانكفورت بألمانيا وأكمل دراساته العامة. في العام التالي، بدأ دراسة الفلسفة في جامعة ماربورغ ثم القانون في جامعة فرانكفورت.
في عام 1929 هاجر إلى فلسطين تحت الانتداب البريطاني. من عام 1929 إلى عام 1948، عمل كمحام في مكتب محاماة خاص. كما قام بالتدريس في مدرسة ثانوية في تل أبيب. وبسبب صلته بالأديب اليهودي حاييم نحمان بياليك، حصل على وظيفة محاضر في جمعية «أوهيل شيم» من عام 1931 حتى 1948، وكان عنوان محاضراته «التلمود للشعب».
مع قيام دولة إسرائيل، عين زيلبرغ في محكمة المدينة في تل أبيب. في عام 1950، تم تعيينه قاضيًا بالمحكمة العليا، واستمر في هذا المنصب حتى تقاعده في عام 1970، بعد أن وصل إلى منصب نائب رئيس المحكمة. عمل أيضًا أستاذًا للقانون في الجامعة العبرية في القدس. بعد تقاعده من منصة القضاء، كرس نفسه لكتابة مقالات في القانون والشريعة اليهودية (الهالاخاه) وغيرها من الموضوعات.

## الجوائز والتكريم
- في عام 1964، مُنح زيلبرغ جائزة إسرائيل في القانون.[3]
- في عام 1958، حصل على جائزة بياليك للفكر اليهودي.[4]